# Vita lögner
Vita lögner var en svensk såpopera producerad av MTV Produktion och sändes på TV3 (1997–2002). Handlingen var fokuserad runt livet hos personalen och deras familjer och vänner på sjukhuset i den fiktiva staden Strömsvik. Det var TV3:s första framgångsrika såpa efter att Kanal 5 köpte Vänner och fiender från dem 1997. Det första avsnittet visades den 26 oktober 1997 och det sista avsnittet den 25 april 2002. Många stora svenska stjärnor har gjort roller i såpan, bland annat Alexander Skarsgård, Ulf Dohlsten, Petra Hultgren, Anna Järphammar och Maud Adams. Charlotte Perrelli (då Nilsson) hade en större roll som Milla Svensson 1997–1998.
Vinjetten till serien sjöngs i säsong 1-5 av Martin Stenmarck och Jo-DM. Till säsong 6 gjordes en nyinspelning av den ursprungliga vinjettlåten med en kvinnlig sångerska. I säsong 7 byttes den ursprungliga vinjettlåten ut mot Fre med låten Sanning eller lögn vilken kom att användas resten av seriens levnad och fram till dess att den lades ned.
Det var efter att Kanal 5 köpt rättigheterna till Vänner och fiender som TV3 såg vilken stor succé såpan varit för kanalen att de valde att producera Vita lögner för att tävla mot Vänner och fiender samt TV4:s Skilda världar om samma sändningstid.
En dansk version av såpan gjordes också som sändes mellan åren 1998 och 2001 med namnet Hvide Løgne. Serien har även gjorts i en spansk version.

## Skådespelare
- Rune Sandlund – Göran Fridell (1997–2001)
- Pia Green – Ingrid Fridell (1997–2001)
- Petra Hultgren – Annika Fridell (1997–1999)
- Eric Rydman – Patrik Fridell (1997–1999)
- Måns Nathanaelson – Jan Stipanek (1999–2001)
- Johan Gry – Anders Ståhlberg (1997–1998)
- Christina Hagman – Linda Åkesson (1997–1998)
- Maria Hedborg – Lovisa Rennerfeldt (1997–1998)
- Jeanette Holmgren – Gunilla Persson (1997–2000)
- Per Morberg – Roger Rönn (1997–1999)
- Cajsalisa Ejemyr – Tessan Almgren (1997–1999)
- Ulf Dohlsten – Hasse Persson (1997–2001)
- Anna Järphammar – Mikaela Malm (1997–2001)
- Lena B. Nilsson – Elsa Gren (1997–1999)
- Hanna Alström – Magdalena Gren (1997–1998)
- Jesper Salén – Jonas Persson (1997–1998)
- Isabel Munshi – Sophia Ekberg (1997–2000)
- Staffan Kihlbom – Felix Södergren (1998-1999)
- Ann-Sofie Olofsson – Sara Lindefors (1998–2001)
- Anton Körberg – Adam Frick (1998–2001)
- Mikael Ahlberg – Mårten Rudberg (1999–2000)
- Karin Bergquist – Emma Rudberg (1999–2000)
- Emma Peters – Alexandra Brink (1999–2000)
- Erik Ståhlberg – Peter Lundholm (1999–2001)
- Alexander Skarsgård – Marcus Englund (1999)
- Jesper Eriksson – Henrik Ståhlberg (1999–2000)
- Petronella Wester – Eva Holm (2000–2001)
- Niclas Wahlgren – Stefan Jensen (2000–2001)
- Cecilia Bergqvist – Helena Thorén (2000–2001)
- Victoria Brattström – Klara Gabrielsson (2000–2001)
- Lars Bethke – Tomas Fredriksson (2000–2001)
- Moa Gammel – Julia Wallgren (2000–2001)
- Jarmo Mäkinen – Piru (1999–2000)
- Julio Cesar Soler Baró – Fransisco "Paco" Rios (2001)
- Richard Ulfsäter – Ola Lind (2000)
- Mario Prangasevic – Niklas (1997)
- Sofia Nordström – Vicky/Jonna (1998–2001)
- Charlotte Perrelli - Milla Svensson 1997-1998